# Hugo Giorgi
Hugo Giorgi (Coronel Bogado, 23 gennaio 1920 – ...) è stato un calciatore argentino, di ruolo attaccante.

## Carriera
Fu capocannoniere del campionato cileno nel 1945. Giocò in Serie A con la maglia del Bologna per due stagioni.

## Palmarès

### Club

#### Competizioni nazionali
- Campionato argentino: 2

River Plate: 1941, 1942
- Copa Ibarguren: 2

River Plate: 1941, 1942

#### Competizioni internazionali
- Copa Ricardo Aldao: 1

River Plate: 1941